# Tour de los Alpes
El Tour de los Alpes es una carrera ciclista por etapas italiana y austriaca que se disputa al norte de Italia en la región de Trentino-Alto Adigio y en el estado de Tirol al sur de Austria en abril.
Hasta 2016 la prueba recibió el nombre de Giro del Trentino al ser una carrera organizada en Italia y si bien algunas etapas terminaban en territorio austriaco, para 2017 los organizadores de la prueba deciden profundizar la colaboración con sus vecinos en el estado de Tirol, por lo cual la prueba cambia de nombre al de Tour de los Alpes.
Muchos ciclistas usan esta carrera como preparación para el Giro de Italia, que se disputa en mayo. Actualmente se disputa sobre cinco etapas. El líder de la prueba se identifica con un maillot fucsia: .
La prueba cuenta con una versión femenina denominada como Giro del Trentino Alto Adige-Südtirol.

## Historia
La primera edición de la prueba fue en el año 1962 y fue ganada por Enzo Moser. Se disputó una edición más al año siguiente y después dejó de celebrarse hasta 1979.
El año 1986 la prueba se denominó Coppa Italia y fue una carrera por equipos, que ganó el equipo italiano Carrera.
Desde la creación de los Circuitos Continentales UCI en 2005, está integrada en el UCI Europe Tour, primero en la categoría 2.1 y desde 2011 ascendió a la 2.HC (máxima categoría de estos circuitos).

## Palmarés
| Año                               | Ganador                    | Segundo                    | Tercero                  |
| --------------------------------- | -------------------------- | -------------------------- | ------------------------ |
| Giro del Trentino                 |                            |                            |                          |
| 1962                              | Enzo Moser                 | Alcide Cerato              | Gaetano Sarazin          |
| 1963                              | Guido De Rosso             | Franco Cribiori            | Ercole Baldini           |
| 1964-1978 ediciones no disputadas |                            |                            |                          |
| 1979                              | Knut Knudsen               | Francesco Moser            | Roger de Vlaeminck       |
| 1980                              | Francesco Moser            | Tommy Prim                 | Gianbattista Baronchelli |
| 1981                              | Roberto Visentini          | Francesco Moser            | Giovanni Mantovani       |
| 1982                              | Giuseppe Saronni           | Francesco Moser            | Gianbattista Baronchelli |
| 1983                              | Francesco Moser            | Bruno Leali                | Emanuele Bombini         |
| 1984                              | Franco Chioccioli          | Emanuele Bombini           | Luciano Loro             |
| 1985                              | Harald Maier               | Silvano Contini            | Gerhard Zadrobilek       |
| 1986                              | Carrera-Inoxpran           | Del Tongo-Colnago          | Atala-Ofmega             |
| 1987                              | Claudio Corti              | Gianbattista Baronchelli   | Tony Rominger            |
| 1988                              | Urs Zimmermann             | Tony Rominger              | Helmut Wechselberger     |
| 1989                              | Mauro-Antonio Santaromita  | Claudio Chiappucci         | Luca Gelfi               |
| 1990                              | Gianni Bugno               | Piotr Ugriúmov             | Leonardo Sierra          |
| 1991                              | Leonardo Sierra            | Massimiliano Lelli         | Stephen Hodge            |
| 1992                              | Claudio Chiappucci         | Roberto Conti              | Zenon Jaskuła            |
| 1993                              | Maurizio Fondriest         | Claudio Chiappucci         | Leonardo Sierra          |
| 1994                              | Moreno Argentin            | Yevgueni Berzin            | Francesco Casagrande     |
| 1995                              | Heinz Imboden              | Mariano Piccoli            | Francesco Frattini       |
| 1996                              | Wladimir Belli             | Enrico Zaina               | Nelson Rodríguez         |
| 1997                              | Luc Leblanc                | Pável Tonkov               | Leonardo Piepoli         |
| 1998                              | Paolo Savoldelli           | Dario Frigo                | Francesco Casagrande     |
| 1999                              | Paolo Savoldelli           | Gilberto Simoni            | Marco Pantani            |
| 2000                              | Simone Borgheresi          | Niklas Axelsson            | Paolo Savoldelli         |
| 2001                              | Francesco Casagrande       | Leonardo Piepoli           | Raimondas Rumsas         |
| 2002                              | Francesco Casagrande       | Julio Alberto Pérez Cuapio | Gilberto Simoni          |
| 2003                              | Gilberto Simoni            | Stefano Garzelli           | Tadej Valjavec           |
| 2004                              | Damiano Cunego             | Jure Golčer                | Gilberto Simoni          |
| 2005                              | Julio Alberto Pérez Cuapio | Yevgueni Petrov            | Sergio Ghisalberti       |
| 2006                              | Damiano Cunego             | Luca Mazzanti              | Eddy Ratti               |
| 2007                              | Damiano Cunego             | Michele Scarponi           | Luca Mazzanti            |
| 2008                              | Vincenzo Nibali            | Stefano Garzelli           | Domenico Pozzovivo       |
| 2009                              | Ivan Basso                 | Janez Brajkovič            | Przemysław Niemiec       |
| 2010                              | Alekszandr Vinokurov       | Riccardo Riccò             | Domenico Pozzovivo       |
| 2011                              | Michele Scarponi           | Tiago Machado              | Luca Ascani              |
| 2012                              | Domenico Pozzovivo         | Damiano Cunego             | Sylwester Szmyd          |
| 2013                              | Vincenzo Nibali            | Mauro Santambrogio         | Maxime Bouet             |
| 2014                              | Cadel Evans                | Domenico Pozzovivo         | Przemysław Niemiec       |
| 2015                              | Richie Porte               | Mikel Landa                | Leopold König            |
| 2016                              | Mikel Landa                | Tanel Kangert              | Jakob Fuglsang           |
| Tour de los Alpes                 |                            |                            |                          |
| 2017                              | Geraint Thomas             | Thibaut Pinot              | Domenico Pozzovivo       |
| 2018                              | Thibaut Pinot              | Domenico Pozzovivo         | Miguel Ángel López       |
| 2019                              | Pavel Sivakov              | Tao Geoghegan Hart         | Vincenzo Nibali          |
| 2020 edición no disputada         |                            |                            |                          |
| 2021                              | Simon Yates                | Pello Bilbao               | Aleksandr Vlásov         |
| 2022                              | Romain Bardet              | Michael Storer             | Thymen Arensman          |
| 2023                              | Tao Geoghegan Hart         | Hugh Carthy                | Jack Haig                |
| 2024                              | Juan Pedro López           | Ben O'Connor               | Antonio Tiberi           |
| 2025                              | Michael Storer             | Thymen Arensman            | Derek Gee                |

Nota: La edición 1986 se corrió por equipos de 4 corredores.

## Palmarés por países
| País        | Victorias | Último vencedor                    |
| ----------- | --------- | ---------------------------------- |
| Italia      | 29        | Vincenzo Nibali en 2013            |
| Francia     | 3         | Romain Bardet en 2022              |
| Reino Unido | 3         | Tao Geoghegan Hart en 2023         |
| Australia   | 3         | Michael Storer en 2025             |
| Suiza       | 2         | Heinz Imboden en 1995              |
| España      | 2         | Juan Pedro López en 2024           |
| Austria     | 1         | Harald Maier en 1985               |
| Kazajistán  | 1         | Aleksandr Vinokurov en 2010        |
| México      | 1         | Julio Alberto Pérez Cuapio en 2005 |
| Noruega     | 1         | Knut Knudsen en 1979               |
| Venezuela   | 1         | Leonardo Sierra en 1991            |
| Rusia       | 1         | Pavel Sivakov en 2019              |